# Torre Angela

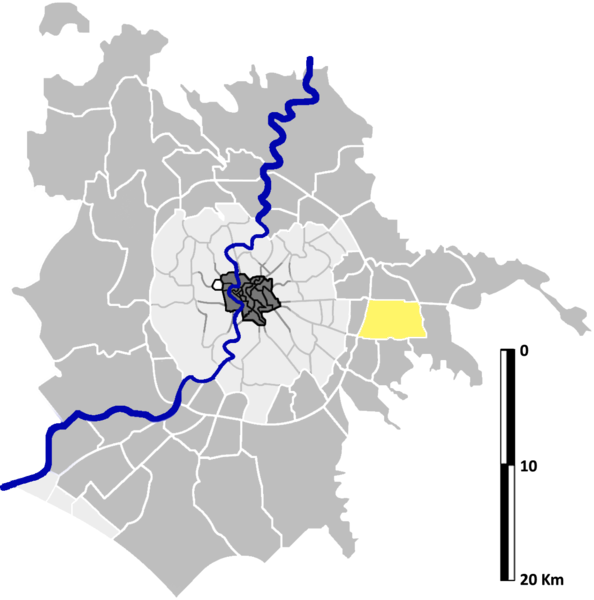
Lage von Torre Angela in Rom

Torre Angela bezeichnet die 13. Zone, abgekürzt als Z.XIII, der italienischen Hauptstadt Rom. Im Gegensatz zu den Rioni, Quartieri und Suburbi sind es die ländlicheren Gebiete von Rom. Sie gehört zum Municipio VI und zählt 81.992 Einwohner (2016). Sie befindet sich im Norden der Stadt außerhalb der römischen Ringautobahn A90 und hat eine Fläche von 44,7912 km².
Der Name leitet sich vom Turm Turris Aegidi Angeli.

## Geschichte
Torre Angela wurde am 13. September 1961 durch Beschluss des Commissario Straordinario gegründet. Damals wurde der Ager Romanus in 59 Zonen geteilt, denen eine römische Zahl zugeteilt und ein Z vorgestellt wurde. Davon wurden sechs an die neugegründete Gemeinde Fiumicino komplett ausgegliedert und drei weitere teilweise.

## Besondere Orte
- Santa Maria Madre del Redentore a Tor Bella Monaca
- Santa Rita a Torre Angela
- Santi Simone e Giuda Taddeo a Torre Angela
- San Luigi Grignion de Montfort
- Sant’Edith Stein
- San Massimiliano Kolbe
- Teatro Tor Bella Monaca